# Huit féminin aux Jeux olympiques d'été de 2024
Cet article traite de l'épreuve féminine. Pour la compétition masculine, voir Huit masculin aux Jeux olympiques d'été de 2024.
Navigation
Tokyo 2020 Los Angeles 2028
L'épreuve féminine de huit des Jeux olympiques d'été de 2024 de Paris a lieu au stade nautique olympique de Vaires-sur-Marne du 29 juillet au 3 août 2024.

## Médaillées
| Or | Argent | Bronze |
| Roumanie - Maria-Magdalena Rusu - Roxana Anghel - Nicoleta-Ancuța Bodnar - Maria Lehaci - Adriana Adam - Amalia Bereș - Ioana Vrînceanu - Simona Radiș - Victoria Stefania Petreanu | Canada - Jessica Sevick - Caileigh Filmer - Maya Meschkuleit - Kasia Gruchalla-Wesierski - Avalon Wasteneys - Sydney Payne - Kristina Walker - Abby Dent - Kristen Kit | Grande-Bretagne - Heidi Long - Rowan McKellar - Holly Dunford - Emily Ford - Lauren Irwin - Eve Stewart - Harriet Taylor - Annie Campbell-Orde - Henry Fieldman |

## Programme
| Date             | Heure   | Tour      |
| ---------------- | ------- | --------- |
| Lundi 29 juillet | 09 h 00 | Séries    |
| Jeudi 1er août   | 09 h 30 | Repêchage |
| Samedi 3 août    | 09 h 30 | Finale    |

## Résultats détaillés

### Séries
Le premier de chaque série est qualifié pour la finale (Q), les autres vont en repêchage (R).
| Rang | Couloir | Rameurs | Pays            | Temps         | Notes |
| ---- | ------- | --- | --------------- | ------------- | ----- |
| 1    | 2       | Annie Campbell-Orde Holly Dunford Emily Ford Lauren Irwin Heidi Long Rowan McKellar Eve Stewart Harriet Taylor Henry Fieldman                       | Grande-Bretagne | 6 min 16 s 20 | Q     |
| 2    | 4       | Katrina Werry Lucy Stephan Jacqueline Swick Georgina Rowe Sarah Hawe Giorgia Patten Bronwyn Cox Paige Barr Hayley Verbunt                           | Australie       | 6 min 18 s 61 | R     |
| 3    | 1       | Abigail Dent Caileigh Filmer Kasia Gruchalla-Wesierski Maya Meschkuleit Sydney Payne Jessica Sevick Kristina Walker Avalon Wasteneys Kristen Kit    | Canada          | 6 min 21 s 31 | R     |
| 4    | 3       | Frida Werner Foldager Clara Hornnaess Sara Johansen Nikoline Laidlaw Karen Mortensen Caroline Munch Nanna Vigild Sofie Vikkelsoee Sophie Østergaard | Danemark        | 6 min 39 s 30 | R     |

| Rang | Couloir | Rameurs | Pays       | Temps         | Notes |
| ---- | ------- | --- | ---------- | ------------- | ----- |
| 1    | 1       | Maria-Magdalena Rusu Roxana Anghel Amalia Bereș Ancuța Bodnar Maria Lehaci Adriana Adam Ioana Vrînceanu Simona Radiș Victoria-Ștefania Petreanu | Roumanie   | 6 min 12 s 31 | Q     |
| 2    | 3       | Charlotte Buck Molly Bruggeman Olivia Coffey Claire Collins Margaret Hedeman Meghan Musnicki Regina Salmons Madeleine Wanamaker Nina Castagna   | États-Unis | 6 min 19 s 00 | R     |
| 3    | 2       | Veronica Bumbaca Alice Codato Linda De Filippis Alice Gnatta Elisa Mondelli Giorgia Pelacchi Aisha Rocek Silvia Terrazzi Emanuele Capponi       | Italie     | 6 min 28 s 47 | R     |

### Repêchage
Les quatre premières embarcations du repêchage se qualifient pour la finale (Q), les autres sont éliminées.
| Rang | Couloir | Rameurs | Pays       | Temps         | Notes |
| ---- | ------- | --- | ---------- | ------------- | ----- |
| 1    | 2       | Charlotte Buck Molly Bruggeman Olivia Coffey Claire Collins Margaret Hedeman Meghan Musnicki Regina Salmons Madeleine Wanamaker Nina Castagna       | États-Unis | 6 min 3 s 93  | Q     |
| 2    | 4       | Abigail Dent Caileigh Filmer Kasia Gruchalla-Wesierski Maya Meschkuleit Sydney Payne Jessica Sevick Kristina Walker Avalon Wasteneys Kristen Kit    | Canada     | 6 min 4 s 81  | Q     |
| 3    | 3       | Katrina Werry Lucy Stephan Jacqueline Swick Georgina Rowe Sarah Hawe Giorgia Patten Bronwyn Cox Paige Barr Hayley Verbunt                           | Australie  | 6 min 6 s 09  | Q     |
| 4    | 1       | Veronica Bumbaca Alice Codato Linda De Filippis Alice Gnatta Elisa Mondelli Giorgia Pelacchi Aisha Rocek Silvia Terrazzi Emanuele Capponi           | Italie     | 6 min 9 s 65  | Q     |
| 5    | 5       | Frida Werner Foldager Clara Hornnaess Sara Johansen Nikoline Laidlaw Karen Mortensen Caroline Munch Nanna Vigild Sofie Vikkelsoee Sophie Østergaard | Danemark   | 6 min 22 s 21 |       |

### Finale
| Rang                                | Couloir | Rameur | Pays            | Temps         | Notes |
| ----------------------------------- | ------- | --- | --------------- | ------------- | ----- |
| Médaille d'or, Jeux olympiques      | 3       | Maria-Magdalena Rusu Roxana Anghel Amalia Bereș Ancuța Bodnar Maria Lehaci Adriana Adam Ioana Vrînceanu Simona Radiș Victoria-Ștefania Petreanu  | Roumanie        | 5 min 54 s 39 |       |
| Médaille d'argent, Jeux olympiques  | 2       | Abigail Dent Caileigh Filmer Kasia Gruchalla-Wesierski Maya Meschkuleit Sydney Payne Jessica Sevick Kristina Walker Avalon Wasteneys Kristen Kit | Canada          | 5 min 58 s 84 |       |
| Médaille de bronze, Jeux olympiques | 4       | Annie Campbell-Orde Holly Dunford Emily Ford Lauren Irwin Heidi Long Rowan McKellar Eve Stewart Harriet Taylor Henry Fieldman                    | Grande-Bretagne | 5 min 59 s 51 |       |
| 4                                   | 6       | Katrina Werry Lucy Stephan Jacqueline Swick Georgina Rowe Sarah Hawe Giorgia Patten Bronwyn Cox Paige Barr Hayley Verbunt                        | Australie       | 6 min 0 s 73  |       |
| 5                                   | 5       | Charlotte Buck Molly Bruggeman Olivia Coffey Claire Collins Margaret Hedeman Meghan Musnicki Regina Salmons Madeleine Wanamaker Nina Castagna    | États-Unis      | 6 min 1 s 73  |       |
| 6                                   | 1       | Veronica Bumbaca Alice Codato Linda De Filippis Alice Gnatta Elisa Mondelli Giorgia Pelacchi Aisha Rocek Silvia Terrazzi Emanuele Capponi        | Italie          | 6 min 7 s 51  |       |